# Aleksander Madyda
Aleksander Jerzy Madyda (ur. 3 października 1958 w Lipnie) – polski historyk i teoretyk literatury, pracownik naukowy Uniwersytetu Mikołaja Kopernika w Toruniu.

## Życiorys
Jest absolwentem Liceum Ogólnokształcącego im. Romualda Traugutta w Lipnie (1977). W 1981 ukończył studia polonistyczne na Uniwersytecie Mikołaja Kopernika w Toruniu. W tym samym roku rozpoczął pracę na macierzystej uczelni, w Zakładzie Teorii Literatury Instytutu Filologii Polskiej. W 1990 obronił pracę doktorską W poszukiwaniu jedności człowieka i świata. Folklor w twórczości Stanisława Vincenza napisaną pod kierunkiem Jana Mirosława Kasjana. W 1999 uzyskał stopień doktora habilitowanego na podstawie pracy Zygmunt Haupt. Życie i twórczość literacka, w 2014 otrzymał tytuł profesora nauk humanistycznych. Pracuje w Katedrze Edytorstwa i Literatury Polskiej Instytutu Literaturoznawstwa UMK.
W latach 1990–2006 był członkiem Towarzystwa Naukowego w Toruniu, w latach 2014-2019 należał do Komitetu Kryzysowego Humanistyki Polskiej. Był ekspertem Festiwalu im. Zygmunta Haupta (2015-2017).
Zajmuje się historią literatury polskiej XX wieku, tekstologią i edytorstwem oraz folklorystyką.
Opublikował m.in. Haupt. Monografia (2012) i Od filologii do antropologii. Szkice (2015). Przygotował do druku II wydanie krajowe Pierścienia z papieru Zygmunta Haupta (wyd. 1999). Opracował także i przygotował do druku spuściznę literacką tego pisarza zebraną w tomach Baskijski diabeł. Opowiadania i reportaże (2007), Z Roksolanii. Szkice opowiadania, recenzje, warianty (2009) oraz korespondencję zebraną w tomie Listy do redaktorów "Wiadomości" (2014).